# Onsen

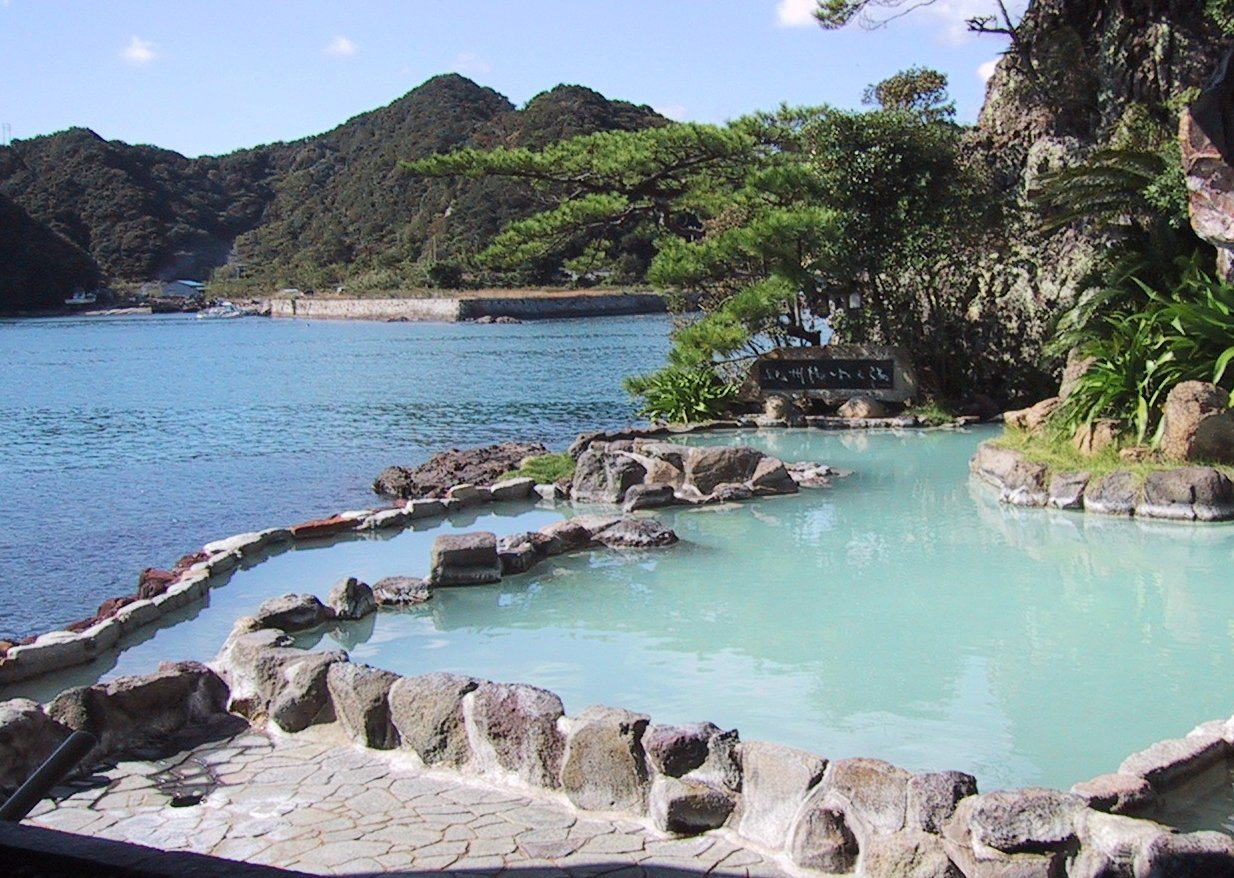
Onsen roten-buro în aer liber la Nakanoshima în Nachikatsuura, Wakayama

Un onsen  (温泉) este un izvor termal japonez, dar termenul poate include și toate facilitățile de baie și hanurile tradiționale situate frecvent în jurul izvorului termal. Fiind o țară vulcanică cu activitate ridicată, Japonia are mii de astfel de onsen pe toate marile insule.
Există multe feluri de onsen, precum sunt cele în aer liber (露天風呂 sau 野天風呂 roten-buro sau noten-buro) și de interior. Băile pot fi fie publice, administrate de către o municipalitate, fie privat (内湯 uchiyu), de multe ori ca parte a unui hotel, ryokan, sau bed & breakfast (民宿 minshuku).
Prezența unui onsen este adesea indicată pe hărți și pe semne rutiere prin simbolul ♨ sau kanji 湯 (yu, care înseamnă „apă caldă”). Uneori, simplul caracter hiragana ゆ (yu), ușor de înțeles pentru copiii mai mici, este folosit.

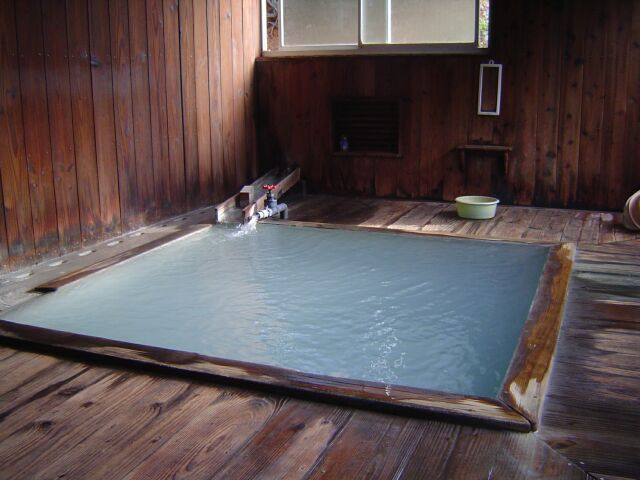
Onsen interior la Ōfuka Onsen

În mod tradițional, onsenurile sunt amplasate în aer liber, deși un număr mare de hanuri au construit și facilități pentru îmbăiere în interior. În zilele noastre, deoarece cele mai multe gospodării au propria lor baie, numărul de băi publice tradiționale a scăzut, dar numărul de onsenuri turistice a crescut (printre cele mai notabile se numără Kinosaki Onsen, Togura Kamiyamada Onsen și Akanko Onsen). Prin definiție, un onsen utilizează apă natural caldă capturată dintr-un izvor geotermal. Onsenurile sunt diferite de sentō, băi publice de interior în care băile sunt umplute cu apă de la robinet încălzită.

## Băi mixte

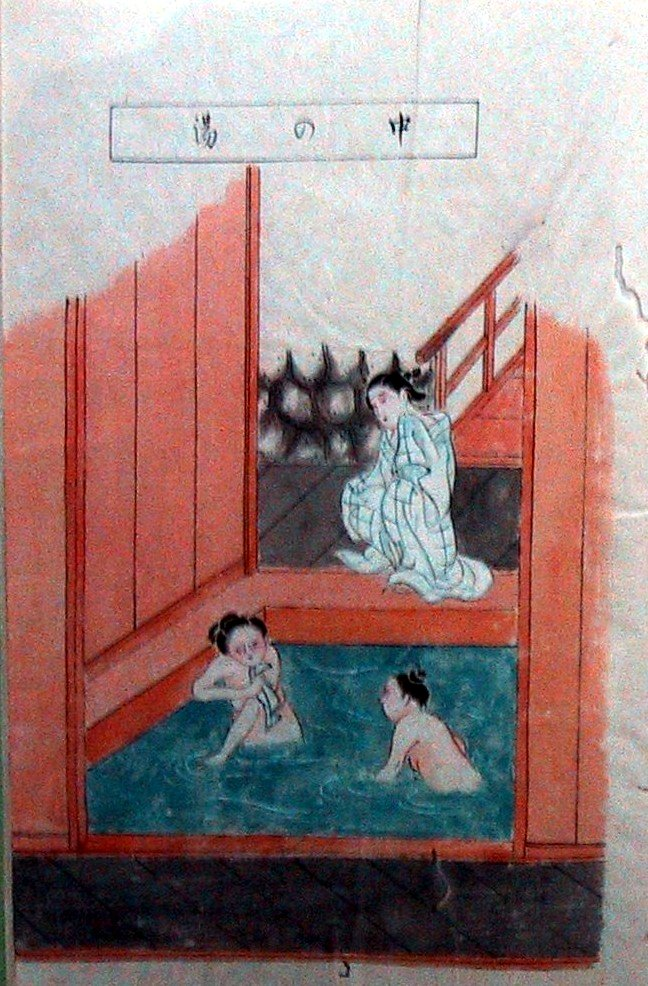
Ghid pentru Hakone din 1811

În mod tradițional, bărbații și femeile se îmbăiau împreună atât la onsen cât și la sentō, dar separarea sexelor a fost introdusă o dată cu deschiderea Japoniei către Occident în timpul restaurației Meiji. Băile mixte (混浴 kon'yoku) persistă în unele onsenuri speciale în zonele rurale din Japonia, care, de obicei, oferă și opțiunea băilor „doar pentru femei” sau orare diferite pentru cele fiecare din cele două sexe. Bărbații pot să-și acopere organele genitale cu un prosop mic în timp ce se află afară din apă, în timp ce femeile își înfășoară corpurile în prosoape mari. Copiii, indiferent de sex, pot fi văzuți atât în băile pentru bărbați, cât și cele pentru femei. În unele prefecturi din Japonia, inclusiv în Tokyo, băile mixte sunt permise doar dacă oaspeții poartă costume de baie sau yugi (湯着 yugi), sau yuami-gi, care sunt special concepute pentru îmbăiere.

## Etichetă

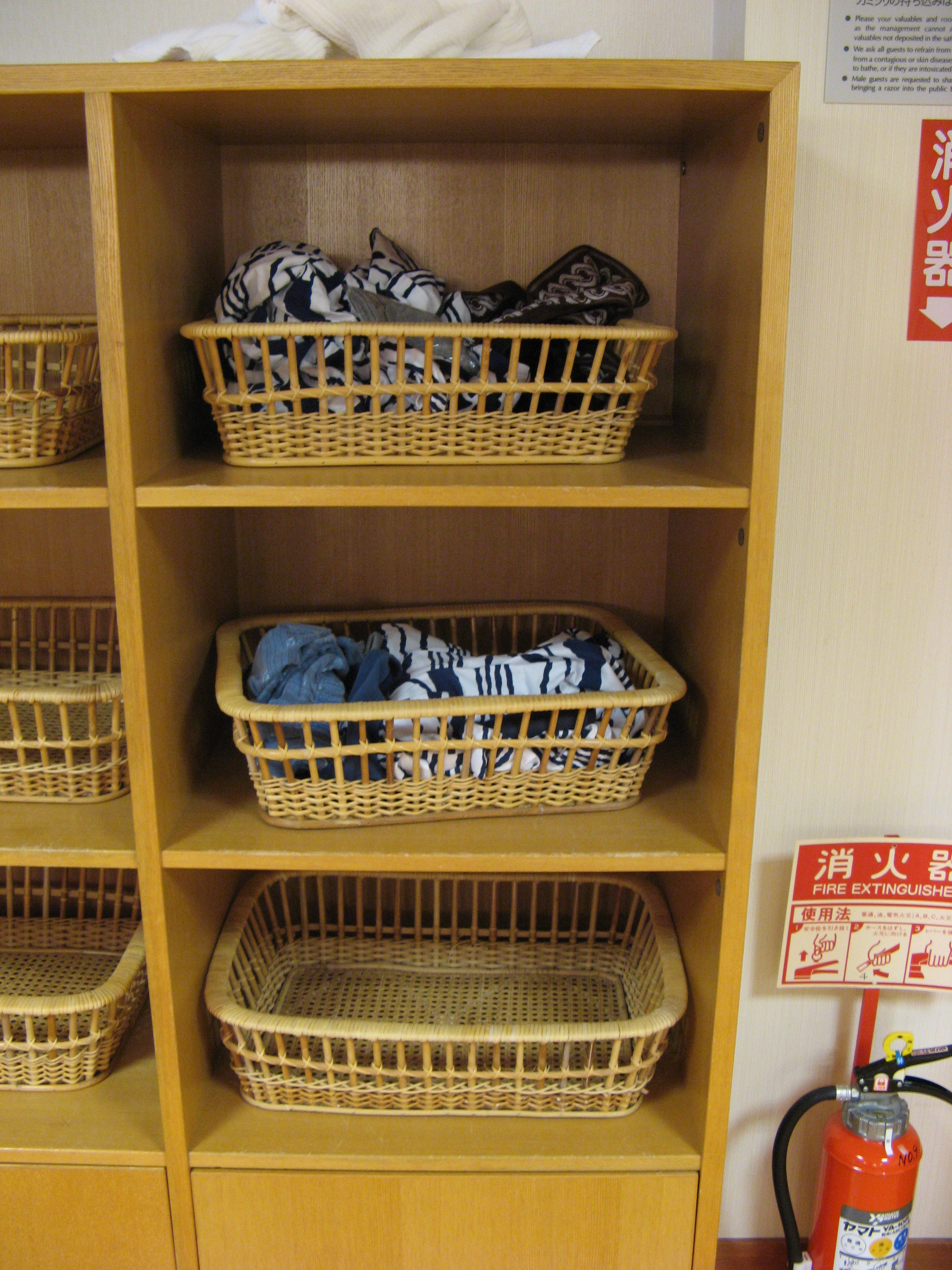
Coșuri

### Asigurarea curățeniei
La un onsen, ca și la un sentō, toți oaspeții trebuie să se spele și să se clătească temeinic înainte de a intra în apa fierbinte. Aceste zone de spălare sunt echipate cu scaune, robinete, găleți din lemn și cosmetice gratuite, precum săpun și șampon. Intrarea într-un onsen încă murdar sau cu urme de săpun pe corp este inacceptabil din punct de vedere social.

### Costume de baie
De obicei, costumele de baie sunt interzise. Cu toate acestea, unele onsen mai moderne, cu atmosferă de water park, impun oaspeților lor să poarte un costum de înot în piscinele mixte.

### Prosoape
Oaspeții la onsen își aduc cu ei de obicei un prosop mic pentru a-l folosi drept burete de baie. Prosopul poate oferi, de asemenea, un minim de modestie atunci când se merge pe jos între zona de spălare și băi. Unele onsen permit luarea prosopului în baie, în timp ce altele au postate semne care interzic acest lucru, menționând că acest lucru face mai grea curățarea băilor. Nu este acceptată introducerea prosoapelor în apa din băi, deoarece acesteasunt fi considerate murdare. În mod normal, oamenii își așază prosoapele deoparte pe marginea băii atunci când se îmbăiază sau le împăturesc și le plasează pe creștetele capetelor.

### Zgomot
Un onsen varia de la liniștit la zgomotos. În unele este difuzată muzică ambientală și uneori au fântâni arteziene. Este permisă conversația în această împrejuarare relaxată. Există, însă, interdicții împotriva neliniștii în zonele de spălare și băi. Câțiva stropi sau un pic de gălăgie este tolerate de obicei în cazul copiilor mici. 

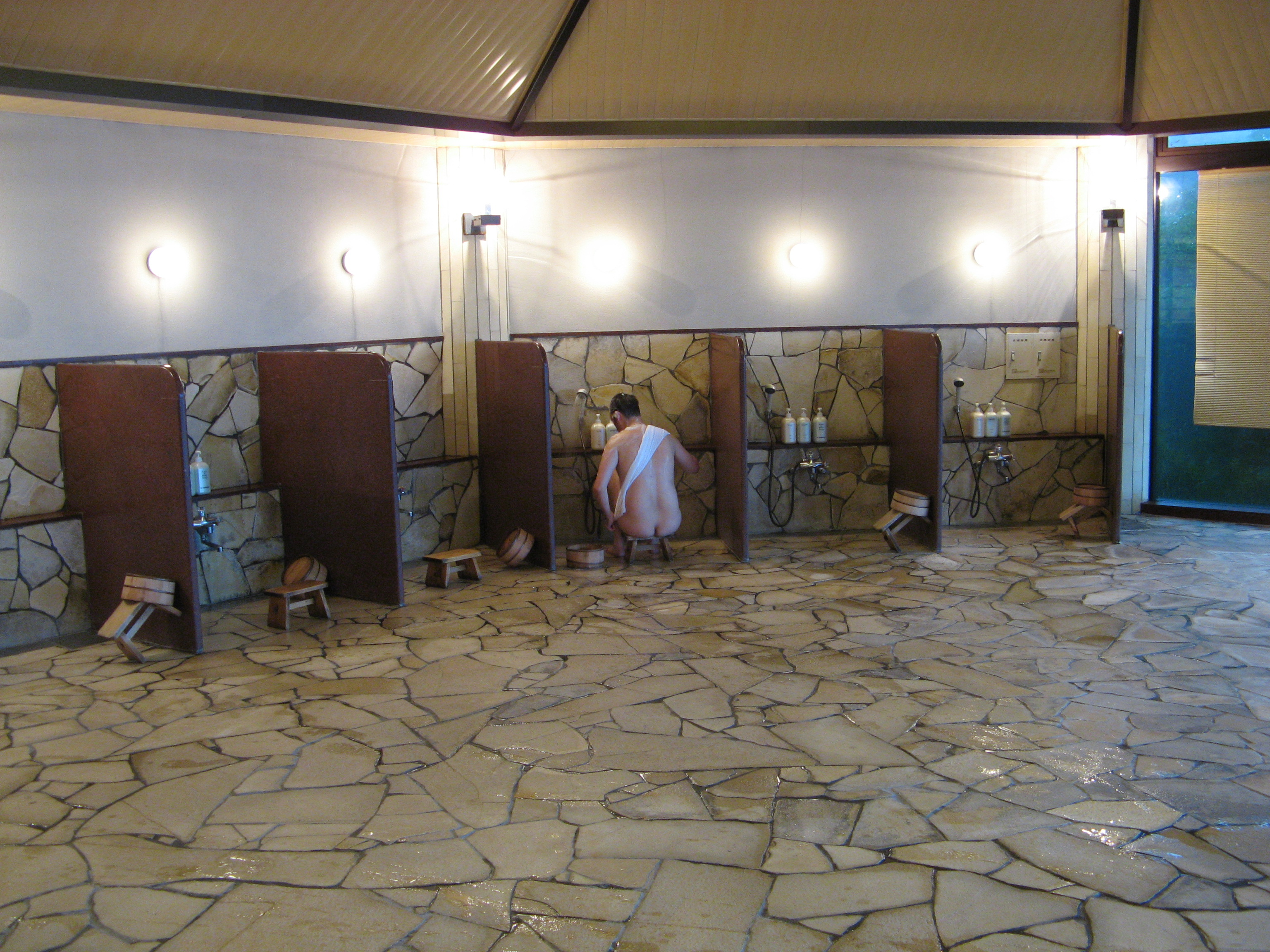
Cabine de duș

### Tatuaje
Până în 2015, mai mult de jumătate (56%) dintre operatorii de onsen interziceau accesul oaspeților cu tatuaje în băi. Motivul inițial pentru interdicția tatuajelor a fost de a nu permite accesul membrilor Yakuza și ai altor grupuri criminale care în mod tradițional au corpuri decorate elaborat.
Cu toate acestea, există și onsenuri care nu impun această regulă. Un studiu din 2015 al Organizației Naționale de Turism din Japonia a constatat că mai mult de 30% din operatorii de onsen din hoteluri și hanuri din întreaga țară permit accesul persoanelor cu tatuaje; alți 13% au declarat că vor permite accesul oaspeților în anumite condiții, cum ar fi având acoperirea tatuajelor.
Odată cu creșterea în oaspeților străini, datorită turismului, unele onsenuri care înainte interziceau accesul cu tatuaje renunță la aceste restricții și permit accesul cu tatuaje mici, dacă acestea pot fi acoperite.

## Terapia
Natura vulcanică a Japoniei oferă o mulțime de izvoare. Când apa dintr-un onsen conține minerale sau substanțe chimice, unitățile onsen afișează, de obicei, ce tip de apă este.
Câteva tipuri de onsen sunt:
- Onsen sulfuros (硫黄泉, iō-sen)
- Onsen cu clorură de sodiu (ナトリウム泉, natoriumu-sen)
- onsen cu hidrogen carbonat (炭酸泉, tansan-sen)
- Onsen cu fier (鉄泉, tetsu-sen)

## Riscuri
Deși milioane de japonezi se scaldă în onsenuri fiecare an cu puține efecte secundare notabile, există posibile efecte secundare cauzate de utilizarea băilor, cum ar fi hipertensiunea arterială agravantă sau boli de inimă.
Legionella a fost identificată în unele onsenuri cu standarde slabe de curățenie. Revelațiile sanitare precare practici la unele explora acest oraș trepidant au condus la îmbunătățirea regulamentelor de primăvară fierbinte comunităților de a-și menține reputația.
Au fost raportate cazuri de boli infecțioase găsite în mase de apă caldă la nivel mondial, precum diverse specii de Naegleria. În timp ce studii au descoperit prezența de Naegleria în izvoare termale, amiba Naegleria fowleri nu a fost identificată. Cu toate acestea, mai puțin de cinci cazuri au fost observate în Japonia în istorie, deși acestea nu sunt legate neapărat de îmbăierea la onsen.
Multe onsenuri afișează anunțuri care recomandă persoanelor cu răni deschise, tăieturi sau leziuni nu să se scalde. În plus, în ultimii ani, din ce în ce mai multe onsenuri adăugă clor în băile lor pentru a preveni infecțiile, deși puriștii caută onsenuri naturale, neclorinate, care nu reciclează apa, ci curăță băile zilnic. Aceste măsuri de precauție, precum și corecta utilizare a onsenurilor (de exemplu, evitarea scufundării capului, spălarea temeinică înainte de a intra în baie) reduc foarte mult riscurile pentru oaspeți.

## Onsenuri selectate
- Akagi, Gunma
- Akayu, Yamagata
- Arima Onsen, Kobe, Hyōgo
- Asamushi Onsen, prefectura Aomori

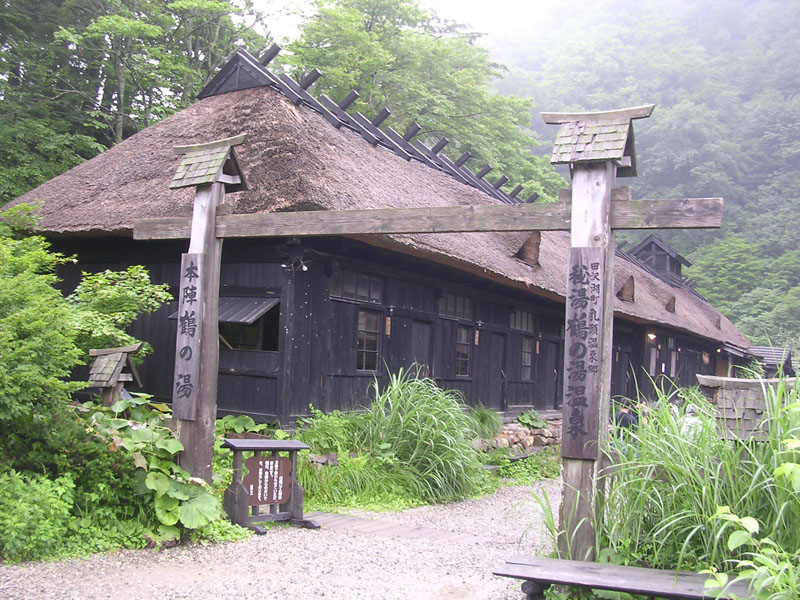
Vechiul onsen Tsuru-no-yu în Nyūtō Onsen, Akita

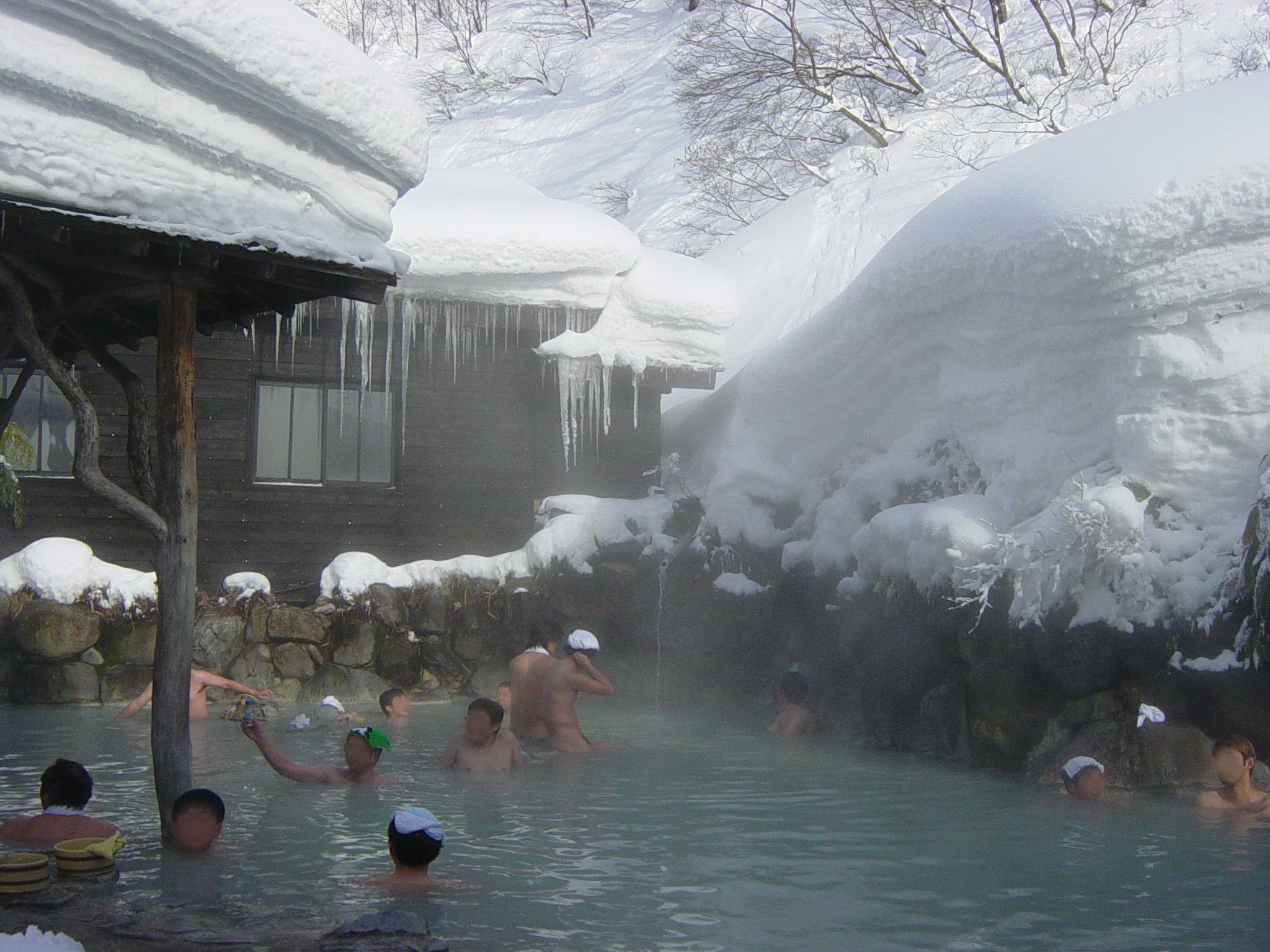
Îmbăiere iarna la Tsuru-no-yu roten-buro în Nyūtō, Akita

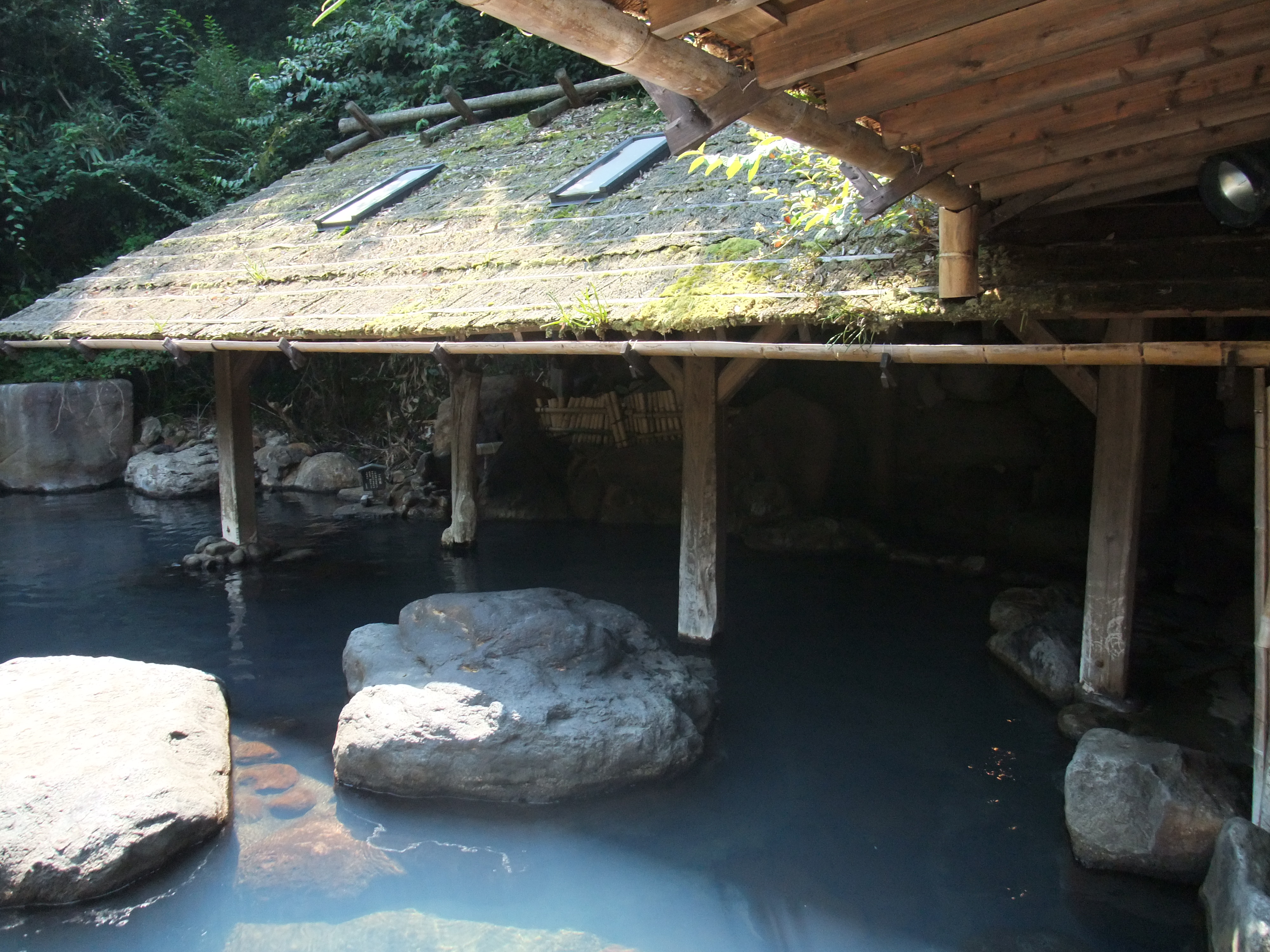
Kurokawa Onsen roten-buro în Kyushu

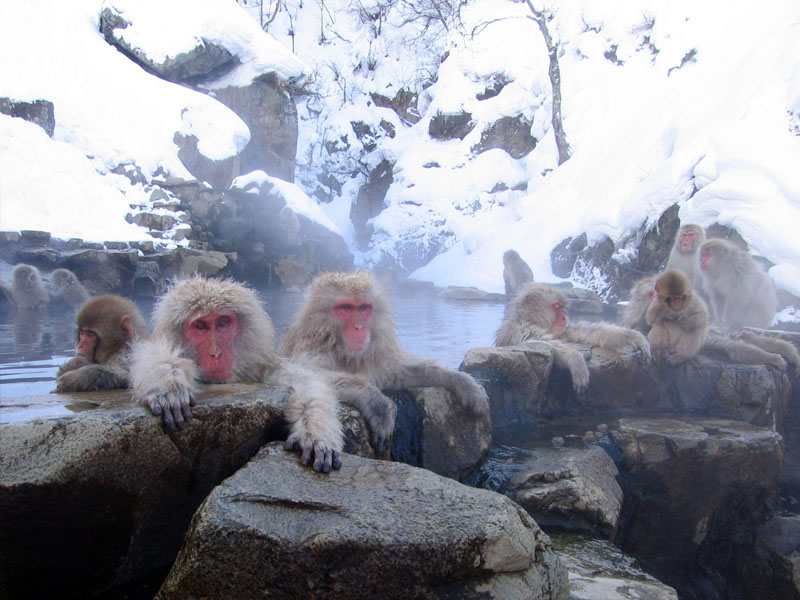
Macacii japonezi bucurându-se de un onsen în aer liber roten-buro în Jigokudani Monkey Park

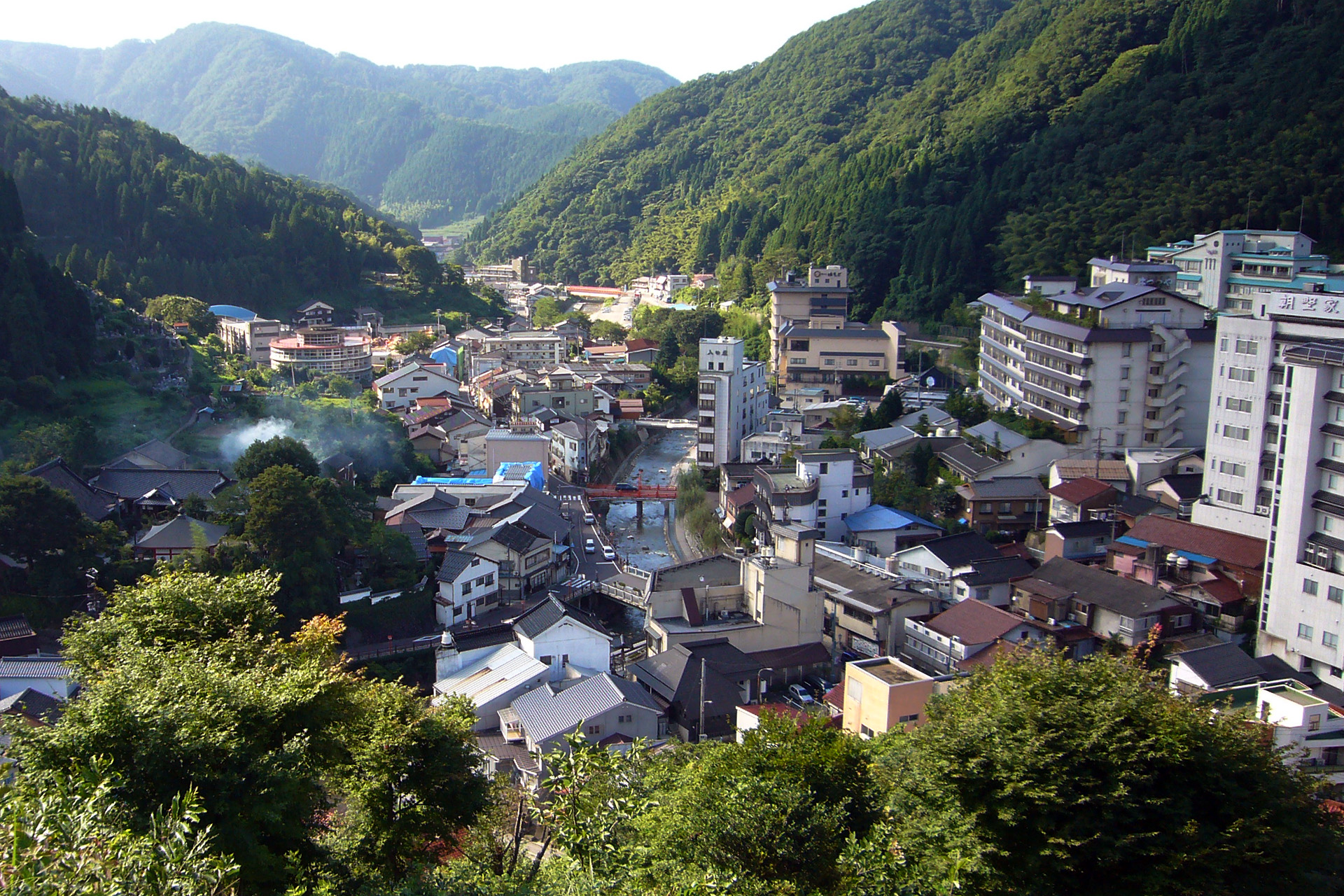
Stațiunea termală Yumura-onsen și păduri în Shin'onsen, Hyōgo

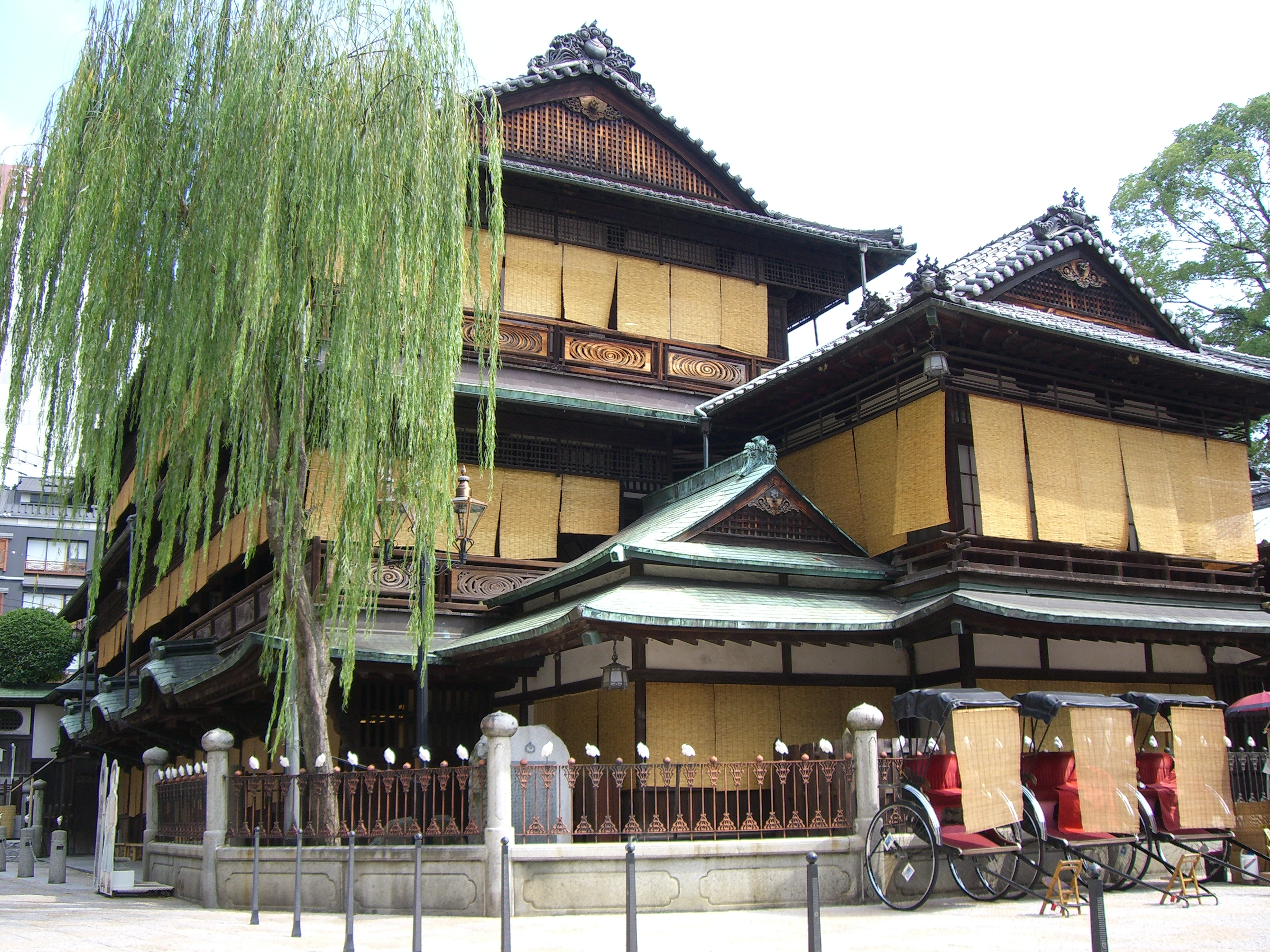
Dōgo Onsen (clădirea principală) în Matsuyama, Ehime

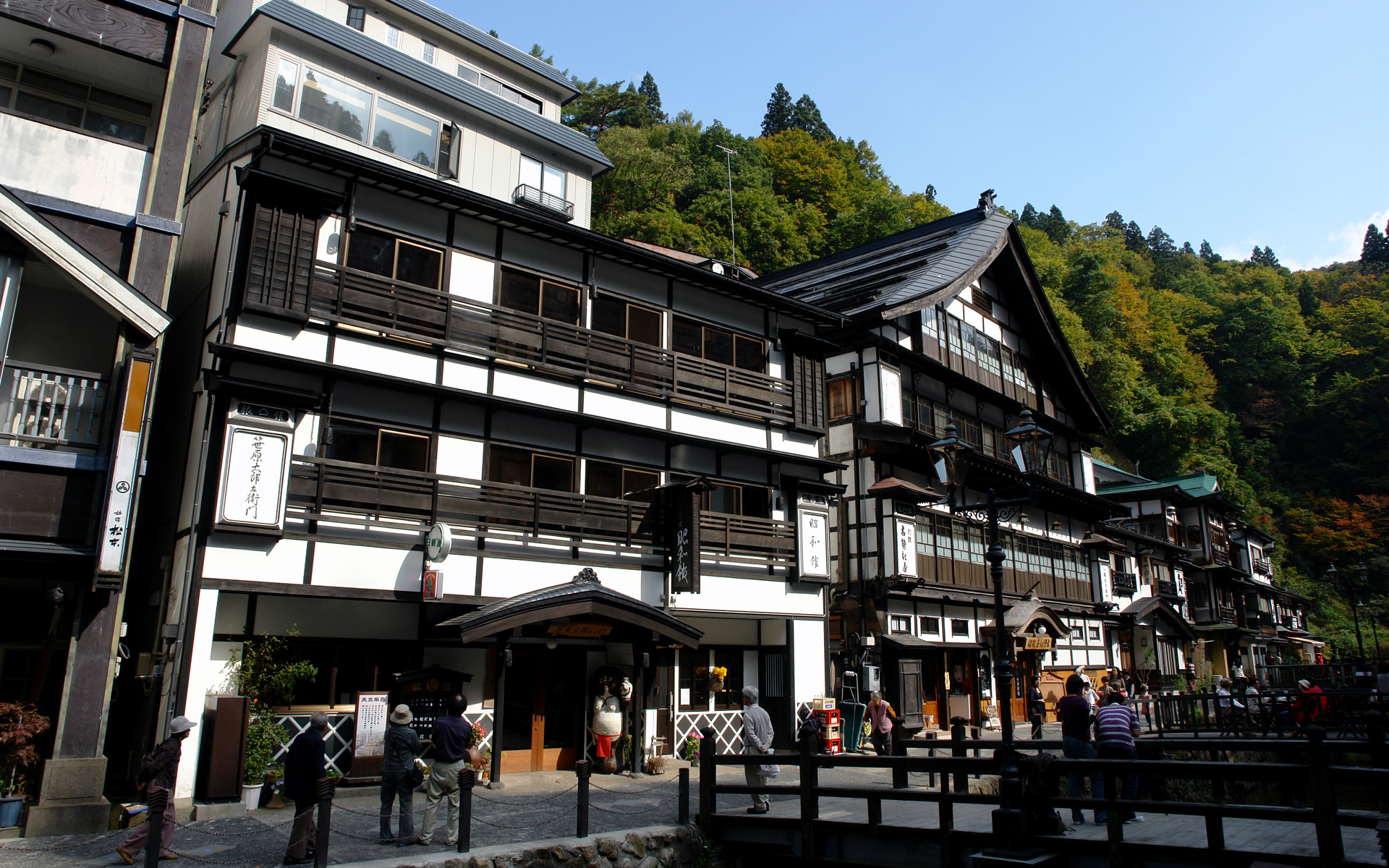
Ginzan Onsen în Obanazawa, Yamagata

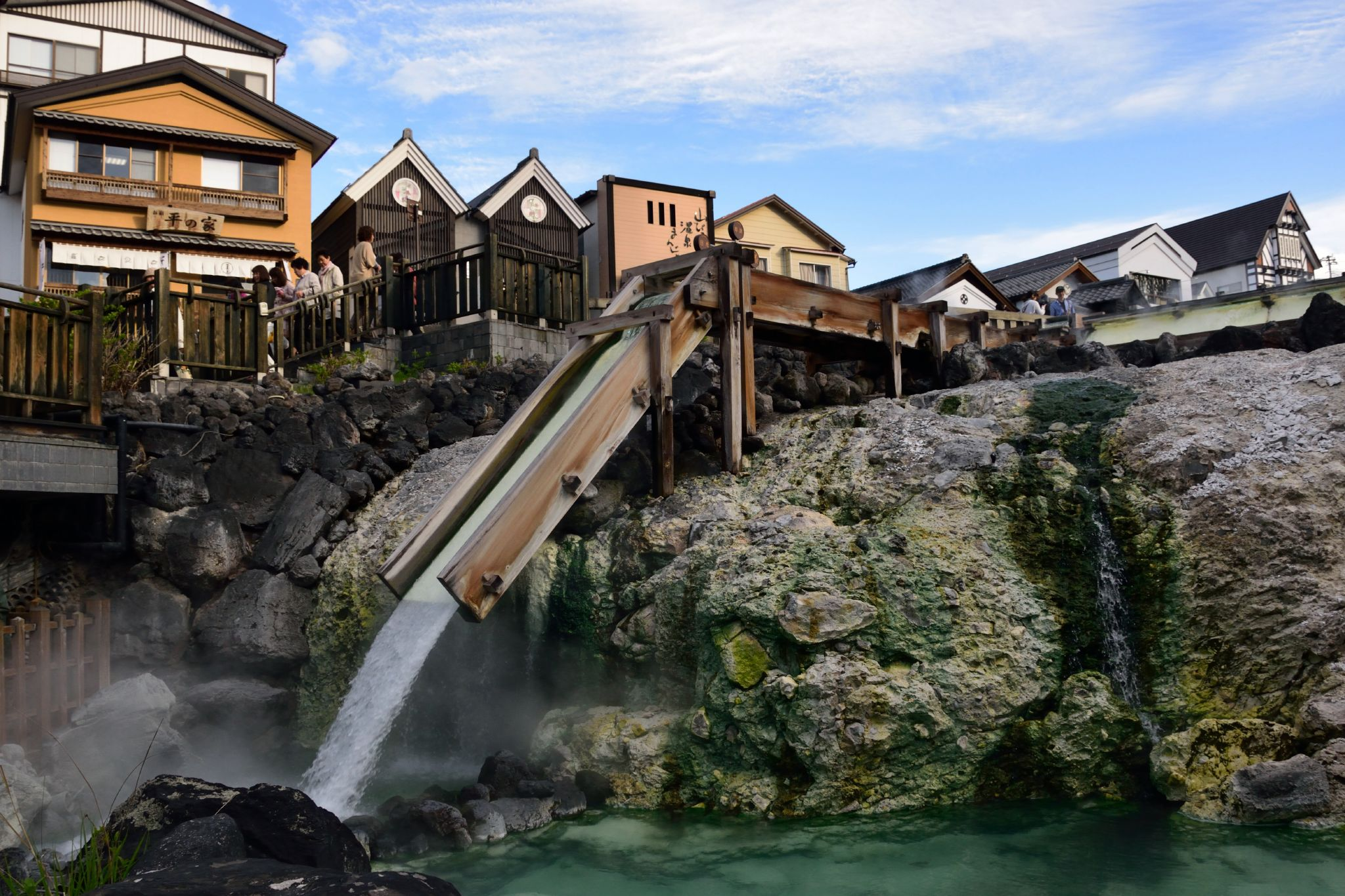
Kusatsu Onsen

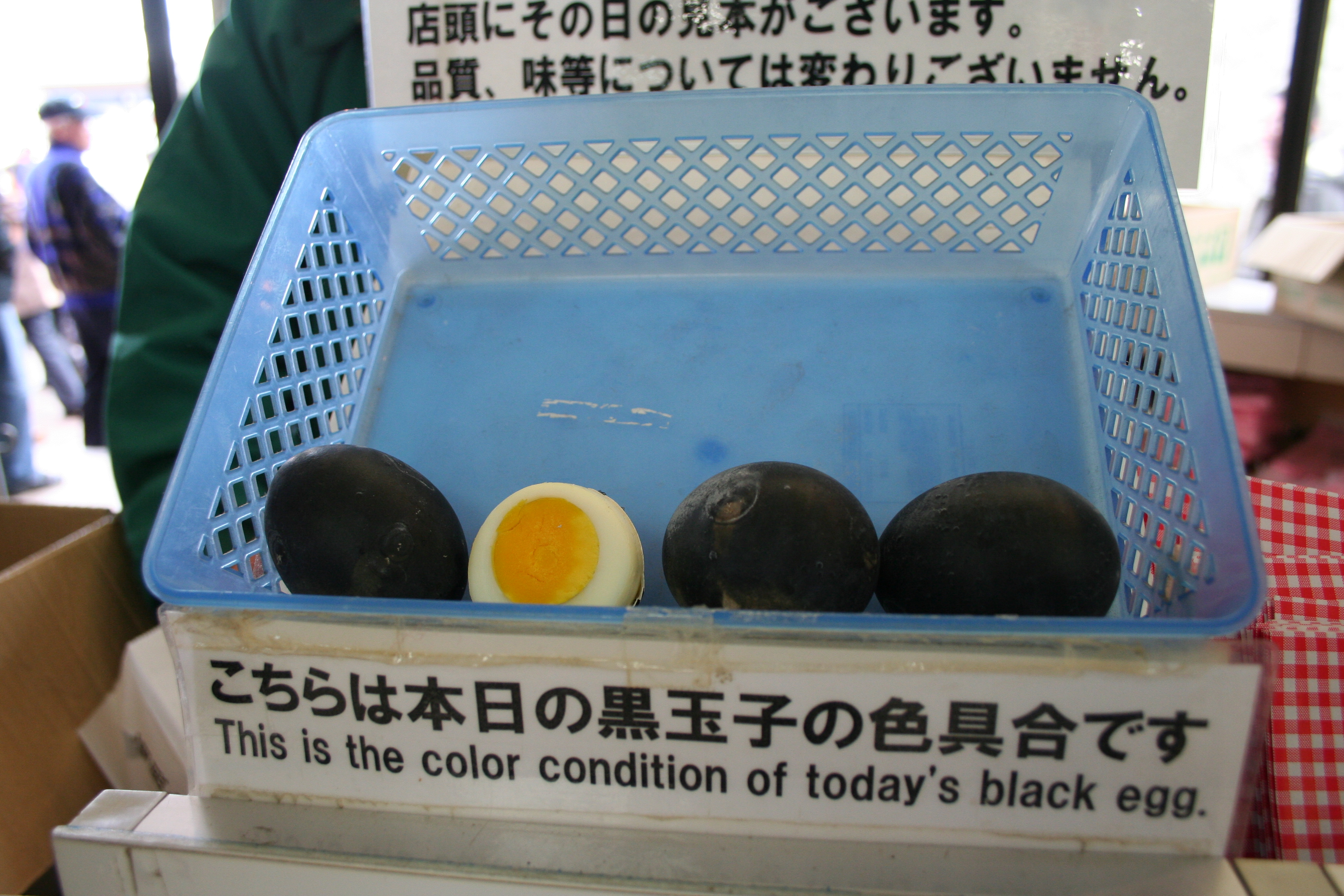
Onsen tamago (ou negru) Miyanoshita Onsen

- Aso, Kumamoto, un onsen lângă muntele Aso, un vulcan activ
- Atami Onsen, Atami, Shizuoka, stațiune onsen mare lângă Tokyo
- Awara Onsen, Awara, prefectura Fukui
- Awazu Onsen, Komatsu, Ishikawa
- Beppu Onsen, Beppu, prefectura Oita, cunoscut pentru băile multicolore
- Dake Onsen, Nihonmatsu, Fukushima
- Dōgo Onsen, prefectura Ehime
- Funaoka Onsen, Kyoto
- Futamata, Hokkaido
- Gero Onsen, Gero, Gifu, cunoscut pentru băile de pe malul râului Hida
- Getō Onsen, prefectura Iwate
- Ginzan Onsen, Obanazawa, Yamagata
- Hakone, Kanagawa, oraș-stațiune de lângă Tokyo
- Hanamaki, Iwate
- Hirayu Onsen, Takayama, Gifu
- Hokkawa Onsen, Shizuoka
- Ibusuki Onsen, prefectura Kagoshima
- Iizaka Onsen, Fukushima
- Ikaho Onsen, Shibukawa, Gunma
- Itō, Shizuoka
- Iwaki Yumoto Onsen, prefectura Fukushima
- Iwamuro, Niigata, cunoscut pentru onsen încă din perioada Edo
- Jigokudani, prefectura Nagano
- Jōzankei Onsen, Hokkaido
- Kaike Onsen, Yonago, Tottori
- Kakeyu Onsen, Nagano
- Kanzanji Onsen, Shizuoka
- Katayamazu Onsen, Kaga, Ishikawa
- Kawayu Onsen, Tanabe, Wakayama
- Kindaichi Onsen, Iwate
- Kinosaki, Hyōgo
- Kinugawa Onsen, Tochigi
- Kurokawa Onsen, Aso, prefectura Kumamoto
- Kusatsu Onsen, prefectura Gunma
- Misasa Onsen, Misasa, prefectura Tottori
- Nagaragawa Onsen, Gifu, prefectura Gifu
- Nanki-Katsuura Onsen, Nachikatsuura, Wakayama
- Nanki-Shirahama Onsen, Shirahama, prefectura Wakayama
- Naoshima, prefectura Kagawa
- Naruko, prefectura Miyagi
- Noboribetsu, Hokkaido
- Nuruyu Onsen, prefectura Kumamoto
- Nyūtō Onsen, prefectura Akita
- Onneyu Onsen, Hokkaido
- Ōfuka Onsen, Akita
- Ryujin Onsen, Tanabe, Wakayama
- Sabakoyu Onsen, prefectura Fukushima, cel mai vechi onsen din Japonia[necesită citare]
- Sakunami Onsen, Miyagi
- Sawatari, prefectura Gunma
- Senami Onsen, prefectura Niigata
- Shima Onsen, prefectura Gunma
- Shimabara, Nagasaki
- Shimobe Onsen, prefectura Yamanashi
- Shiobara Onsen, prefectura Tochigi
- Shuzenji Onsen, prefectura Shizuoka
- Sōunkyo Onsen, Hokkaido
- Sukayu Onsen, prefectura Aomori
- Sumatakyō Onsen, prefectura Shizuoka
- Suwa, prefectura Nagano
- Takanoyu Onsen, prefectura Akita
- Takaragawa, Gunma, una din cele mai mari[necesită citare] băi mixte din Japonia
- Takarazuka, Hyōgo
- Tara, prefectura Saga
- Tōyako, Hokkaidō
- Tsubame Onsen, Niigata - cunoscut pentru onsenul mixt
- Tsuchiyu Onsen, prefectura Fukushima
- Tsukioka Onsen, Niigata, prefectura Niigata
- Tsurumaki Onsen, Kanagawa
- Unazuki Onsen, Kurobe, prefectura Toyama
- Wakura Onsen, Nanao, prefectura Ishikawa
- Yamanaka Onsen, Kaga, Ishikawa
- Yamashiro Onsen, Kaga, Ishikawa
- Yubara Onsen, prefectura Okayama, una din cele mai mari[necesită citare] băi mixte la baza barajului Yubar
- Yudanaka Onsen, prefectura Nagano
- Yufuin, prefectura Ōita
- Yugawara, prefectura Kanagawa
- Yumura Onsen (Yumura Onsen), (Shin'onsen, Hyōgo)
- Yunogo Onsen, prefectura Okayama
- Yunokawa Onsen, Hokkaido
- Yunomine Onsen, Tanabe, Wakayama, locul băii Tsuboyu inclusă în Patrimoniul Mondial UNESCO[18]
- Yuzawa, Niigata
- Zaō Onsen, prefectura Yamagata

## Legături externe
- Onsen Tipster A database of genuine onsen in Japan
- Sento Guide Arhivat în 24 februarie 2018, la Wayback Machine. Guide to public baths in Japan
- OnsenJapan.net Interactive Google map with easy-to-read icons, pictures, and reviews
- Secret Onsen a database with more than 125 onsen all around Japan